# Амависка, Хосе Эмилио
Хосе Эмилио Амависка Гарате (исп. José Emilio Amavisca Gárate; 19 июня 1971, Ларедо, Кантабрия) — испанский футболист, игравший за сборную Испании.

## Карьера
Амависка начал карьеру в клубе «Ларедо», откуда он перешёл в «Реал Вальядолид», в составе которого он дебютировал в Примере в матче с «Сельтой». В сезоне 1991/92 Амависка был отдан клубу «Льеида» из второго испанского дивизиона, там он провёл удачный сезон, забив 14 голов в 36 матчах. А спустя год получил Золотую медаль за заслуги в Кантабрийском спорте и Золотую медаль от Хунта де Кастилья-Леон.
В 1994 году Амависка был приобретён клубом «Реал Мадрид», став первой покупкой нового главного тренера клуба Хорхе Вальдано. В «Реале» Амависка создал грозную пару с другим форвардом Иваном Саморано, по окончании сезона, в котором «Реал» выиграл испанское первенство, Амависку признали лучшим футболистом страны. В последующие годы, однако, Амависка часто оказывался на скамье запасных, а после прихода в «Реал» Гуса Хиддинка, который не видел форварда в команде, Амависка был вынужден покинуть клуб.
Из «Реала» Амависка перешёл в январе 1999 года в «Расинг» Сантандера, за который он провёл 2 сезона, затем выступал за «Депортиво», выиграв с командой кубок Испании в 2002 году. Завершил карьеру Амависка в «Эспаньоле» в 2005 году.
В сборной Испании Амависка начал выступать с молодёжного состава. В 1992 году он поехал на Олимпиаду, где испанцы завоевали золотые медали. В первой сборной Испании Амависка дебютировал 7 сентября 1994 года в гостевом матче с Кипром, где испанцы победили 2:1. Всего за сборную Испании Амависка провёл 15 матчей и забил 1 гол.

## Достижения

### Командные
- Золотой медалист Олимпиады: 1992
- Обладатель суперкубка Испании: 1994, 1996, 2002
- Чемпион Испании: 1995, 1997
- Победитель Лиги чемпионов: 1998
- Обладатель межконтинентального кубка: 1998
- Обладатель кубка Испании: 2002

### Личные
- Футболист года в Испании: 1995 (по версии «Don Balón» и «El País»)